# Yoseph Imry
Yoseph Imry (hébreu : יוסף אמרי ; 23 février 1939 - 29 mai 2018) est un physicien israélien.

## Biographie
Il est surtout connu pour avoir participé à la fondation de la physique mésoscopique, une branche relativement nouvelle de la physique de la matière condensée. Il s'intéresse à la manière dont le comportement des systèmes dont la taille est intermédiaire entre micro et macroscopique, passe entre ces deux régimes. Ces systèmes peuvent être manipulés et adressés par des méthodes macroscopiques plus ou moins usuelles, mais leur comportement peut encore montrer des effets quantiques.

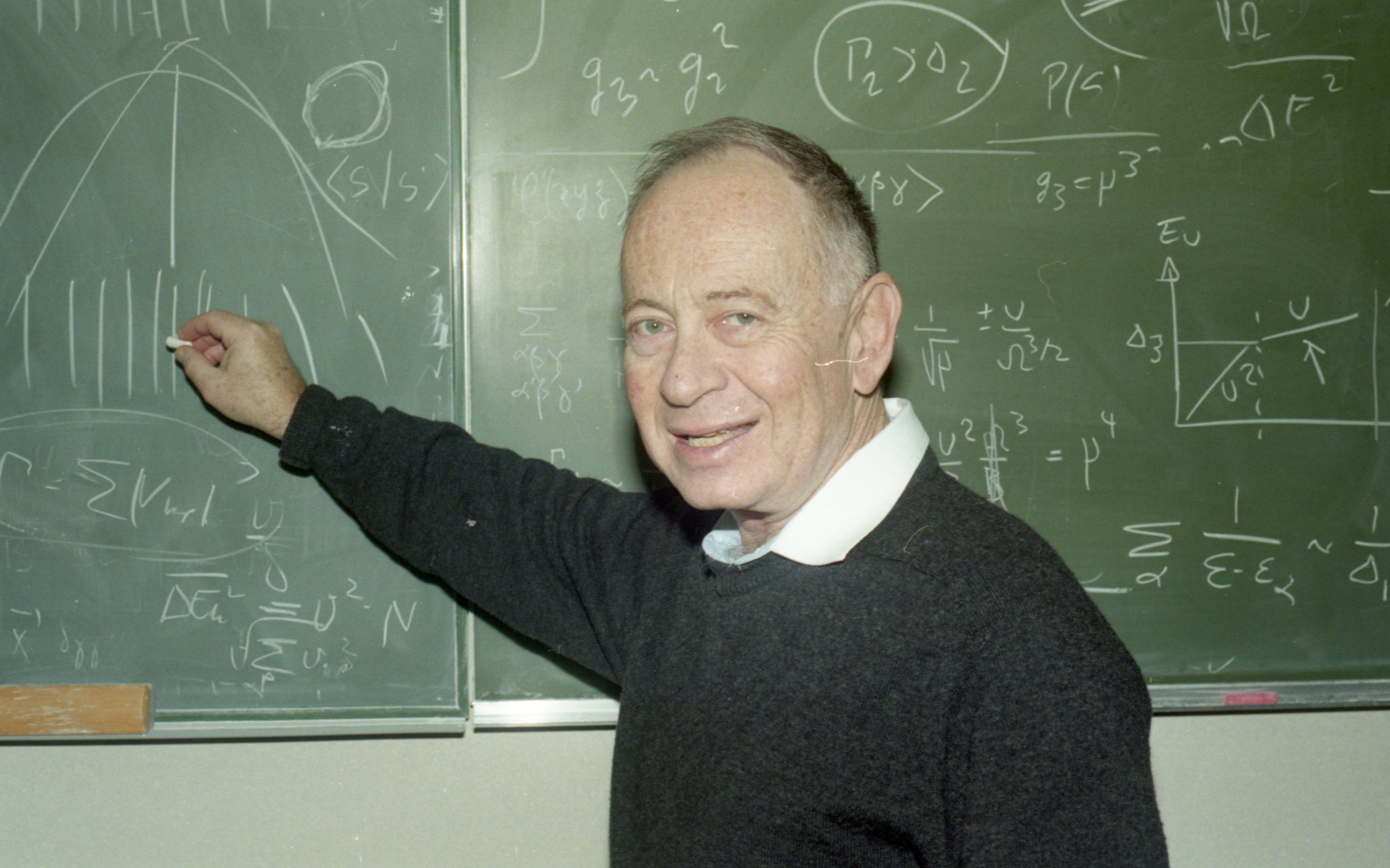
Joseph Imry, 1996

En 1996, 2001 et 2016, Imry reçoit respectivement le prix Rothschild, le prix Israël et le prix Wolf de physique ,,,. Imry est professeur Lorentz en 1996 à l'université de Leyde.
Il est membre de l'Académie européenne des sciences et des arts (Salzbourg), de l'Académie européenne des sciences, des sciences et des humanités (Paris), de l'Académie nationale des sciences, de la Société américaine de physique et de l'Académie israélienne des sciences et des humanités.